# Törpe vízitök
A törpe vízitök (Nuphar pumila) a tündérrózsa-virágúak (Nymphaeales) rendjébe és a tündérrózsafélék (Nymphaeaceae) családjába tartozó faj.

## Előfordulása
Észak-, Délnyugat- és Közép-Európa, valamint Szibéria területén található meg. Mongóliában, Kínában és Japánban is megtalálható ez a vízinövény.
Igen ritka és szórványosan előforduló faj. Azokat az állóvizeket, ahol még megtalálható, gyakran halastavaknak használják. Az ezzel együtt járó eutrofizálódás következtében, a meszezés és gyomnövényirtás miatt a növény súlyosan károsodik. További veszélyforrás a sárga vízitökkel (Nuphar lutea) való kereszteződési hajlama.

## Alfajai
- Nuphar pumila subsp. oguraensis (Miki) Padgett
- Nuphar pumila subsp. pumila
- Nuphar pumila subsp. sinensis (Hand.-Mazz.) Padgett

## Megjelenése
Nagyon hasonlít a sárga vízitökhöz, de attól a következőkben különbözik: levelei 4-15 centiméter hosszúak és 4-13 centiméter szélesek. A levélnyél összenyomott és felül két élű. A virágok átmérője csupán 2-3 centiméter. A bibe lapos, szélén csillag alakúan fogazott, 6-14 sugárral.

## Életmódja
Kisebb-nagyobb tavak tápanyagban szegény, savanyú vizű, hűvösebb éghajlatú helyeken él. Többnyire úszó levelű típusai ismertek, ritkán csupán alámerült leveleket képez vagy parti növényként él.
A virágzási ideje júniustól szeptember végéig tart.

## Képek

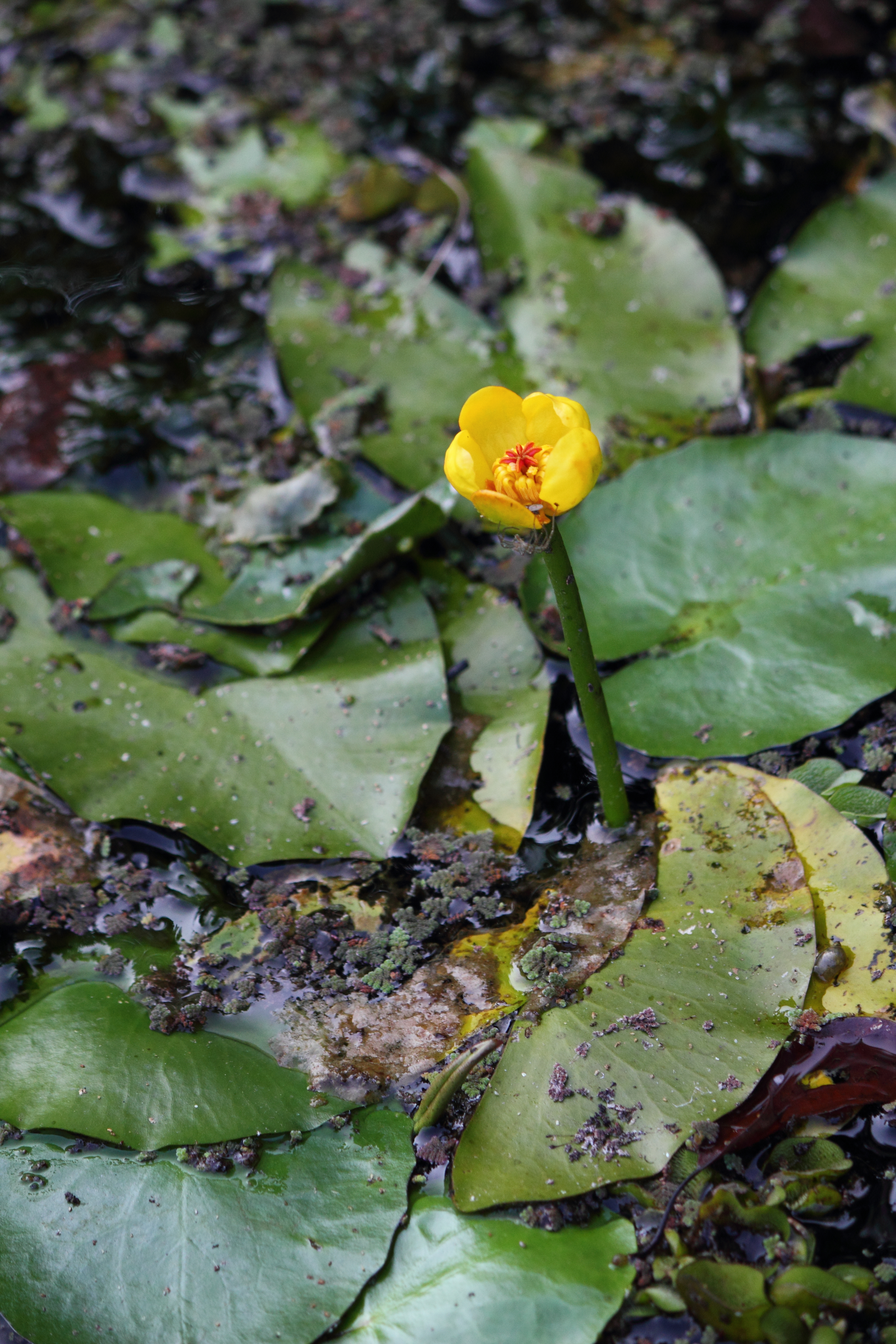
a növény
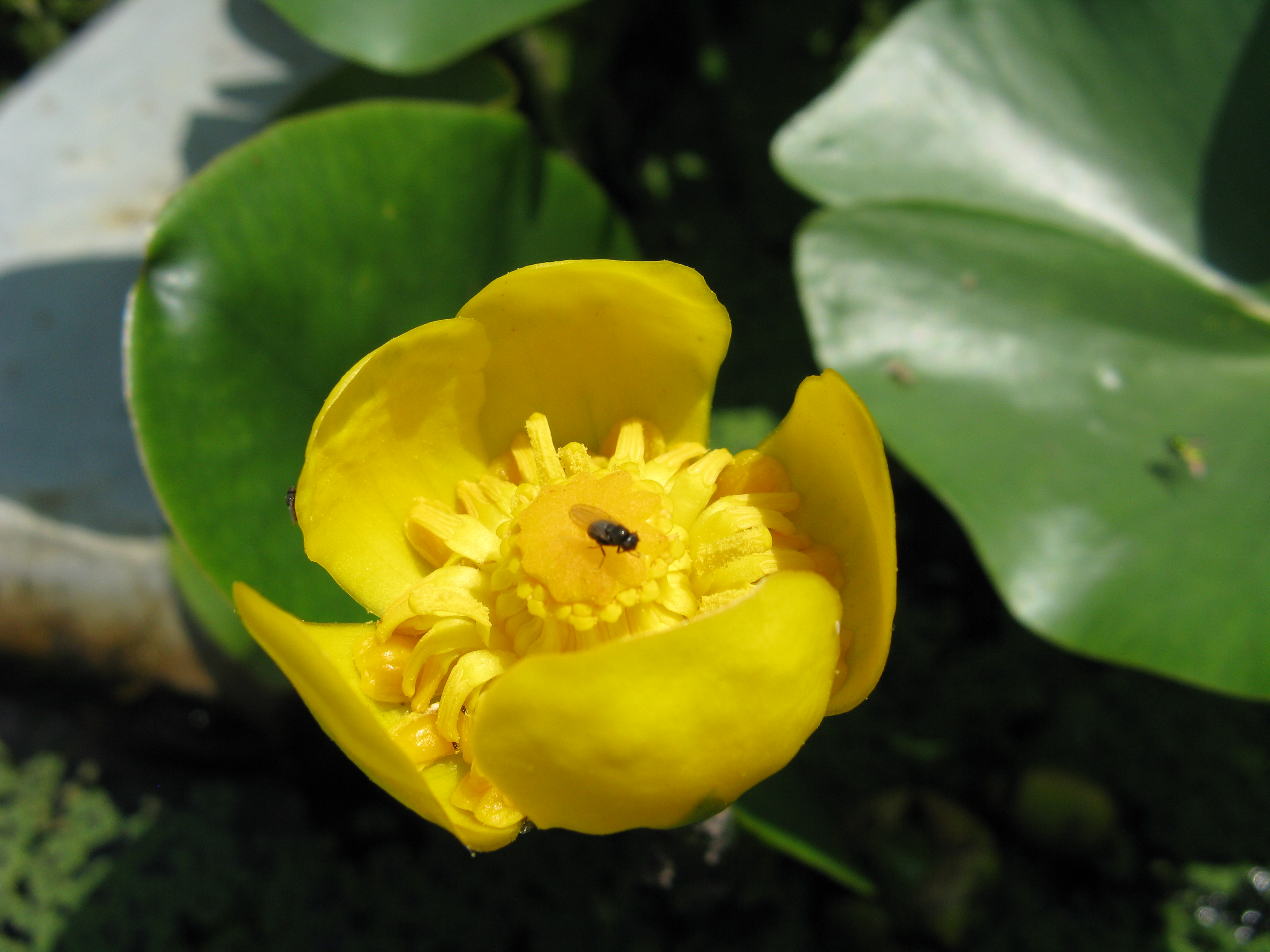
virága
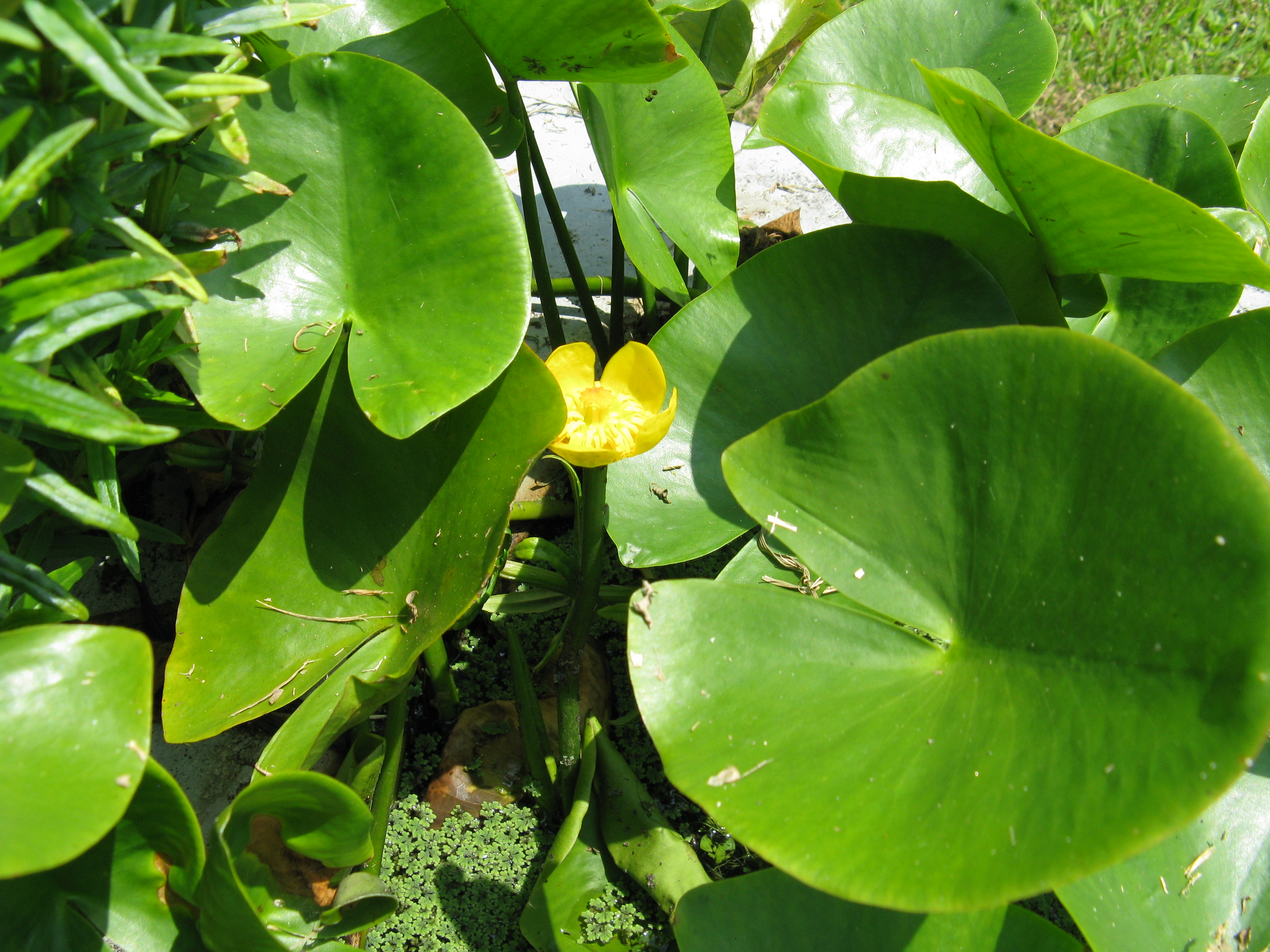
és levelei